# Möglingen
Möglingen là một đô thị ở huyện Ludwigsburg, Baden-Württemberg, Đức. Đô thị này có diện tích 9,93 km², dân số thời điểm ngày 31 tháng 12 năm 2006 là 10.342 người. Đô thị này có cự ly 13 km về phía tây bắc của Stuttgart, và 5 km về phía tây của Ludwigsburg.